# Falsamblesthis seriepilosa
Falsamblesthis seriepilosa är en skalbaggsart som först beskrevs av Kirsch 1889.  Falsamblesthis seriepilosa ingår i släktet Falsamblesthis och familjen långhorningar. Inga underarter finns listade i Catalogue of Life.